# Elymandra

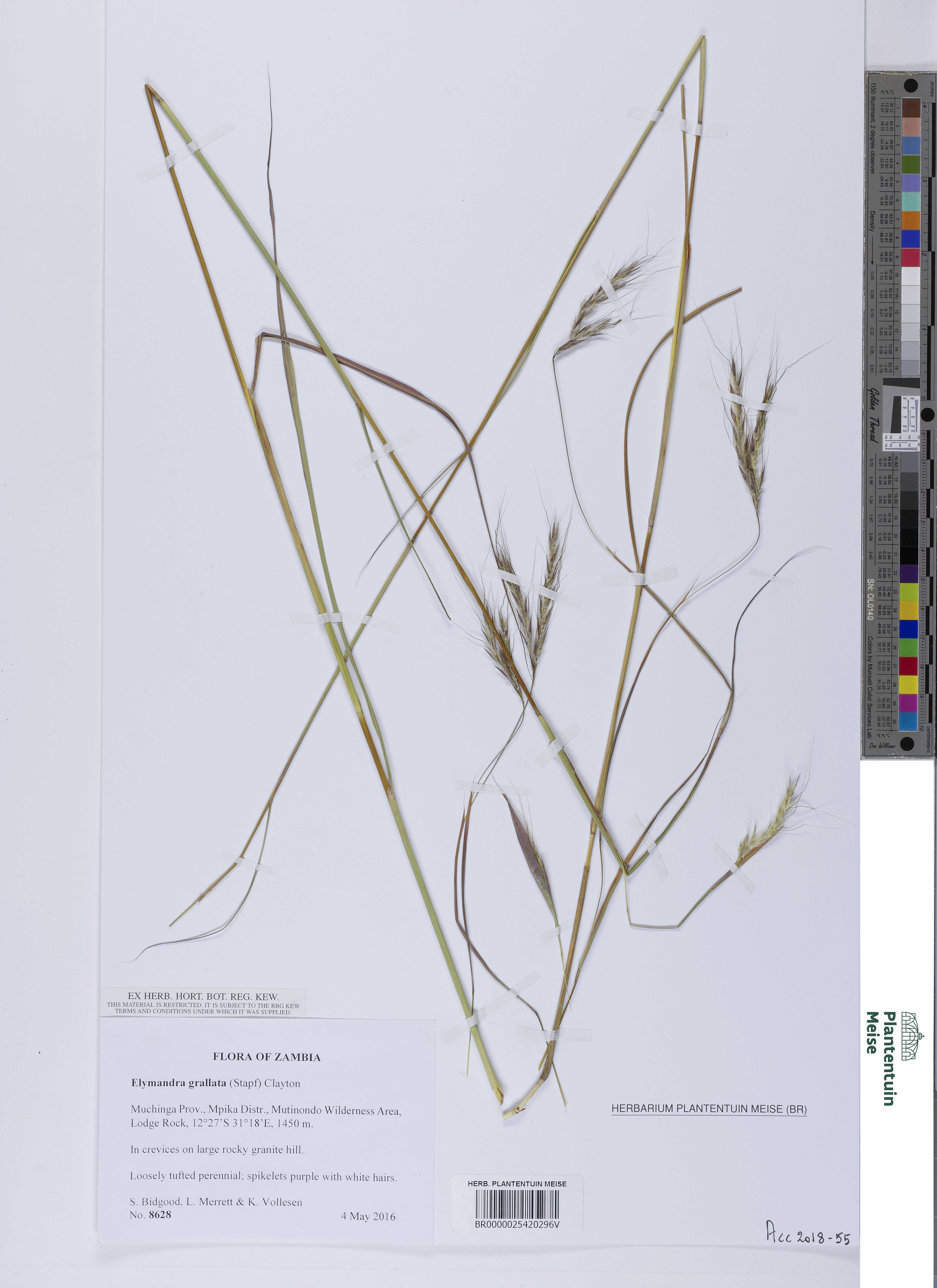
Elymandra.

Elymandra és un gènere de plantes de la família de les poàcies, ordre de les poals, subclasse de les commelínides, classe de les liliòpsides, divisió dels magnoliofitins.

## Taxonomia
- Elymandra androphila (Stapf) Stapf
- Elymandra archaelymandra (Jacq.-Fél.) Clayton
- Elymandra gossweileri (Stapf) Clayton
- Elymandra grallata (Stapf) Clayton
- Elymandra lithophila (Trin.) Clayton
- Elymandra monostachya Jacq.-Fél.
- Elymandra subulata Jacq.-Fél.

(vegeu-ne una relació més exhaustiva a Wikispecies)

## Sinònim
Pleiadelphia Stapf.